# Gorsley
Gorsley – wieś w Anglii, w hrabstwie Herefordshire. Leży 23 km na południowy wschód od miasta Hereford i 168 km na zachód od Londynu.